# Rudolf Graf (Maler)
Rudolf Graf (* 22. März 1936 in Neupetershain; † 14. März 1981 in Cottbus) war ein deutscher Maler und Grafiker.

## Leben
Graf war der Sohn des Klempners Helmut und der Gärtnerin Hildegard Graf. Nach dem Besuch der Grundschule absolvierte er von 1950 bis 1953 in Senftenberg eine Lehre als Gebrauchswerber. Danach arbeitete er in Senftenberg und Lauchhammer. Von 1959 bis 1964 studierte er an der Hochschule für Bildende Künste Dresden. Seine Lehrer waren Rudolf Bergander, Heinz Lohmar und Paul Michaelis, mit dem ihm auch nach dem Hochschulabschluss eine enge Freundschaft verband.
Danach arbeitete Graf als freischaffender Künstler in Cottbus. Ein Studienvertrag mit dem Kombinat Schwarze Pumpe gab hierbei die notwendige materielle Sicherheit. In dieser Zeit wurde der Bezirk Cottbus zum Kohle- und Energiezentrum der DDR entwickelt und bot mit den damit verbundenen gesellschaftlichen Veränderungen jungen Künstlern viele Entwicklungsmöglichkeiten. In Cottbus traf er auf Kollegen, mit denen er sich künstlerisch verbunden fühlte. Hierzu gehörten u. a. Dieter Dressler, Günther Friedrich, Gerhard Knabe, Heinz Mamat und Jürgen von Woyski. Freundschaftlich verbunden war er besonders mit Wolfgang Wegener aus Potsdam.
Ab 1967 war Graf Mitglied des Verbands Bildenden Künstler der DDR (VBK) und ab 1979 Vorsitzender des Bezirksverbandes Cottbus.
Sein künstlerisches Spektrum umfasste Gemälde, Aquarelle, Zeichnungen und Druckgrafiken. Hierbei waren für ihn die oft großformatigen Gemälde, in der Regel Auftragswerke für Betriebe und Institutionen, von besonderer Bedeutung. Ein weiteres Betätigungsfeld ergab sich aus dem Bereich der baugebundenen Kunst. Hierfür wurden von Graf Keramiken, emaillierte Metallelemente sowie Glas, Beton und Holz verwendet. In diesem Zusammenhang ist der im Jahr 1969 gemeinsam mit dem Architekten Gerhard Guder in Cottbus geschaffene Stadtbrunnen („Krebsbrunnen“) (2002 abgebrochen) zu nennen.
In der studentischen Zeit waren neben Dresden mit seinem Umfeld und der Darß die wichtigsten Orte für seine künstlerischen Inspirationen. Nach dem Ortswechsel wurden es Cottbus, die Lausitz mit der dort entstehenden Industrielandschaft und vor allem die Menschen in ihrem veränderten Umfeld. Darüber hinaus ergaben sich für ihn als Mitglied des VBK durch verschiedene Auslandsreisen neue Möglichkeiten. Künstlerische Widerspiegelungen in seinen Arbeiten fanden hierbei u. a. die Reisen in die ehemalige Sowjetunion und vor allem in die Mongolei.
Seine Bilder von der mongolischen Steppenlandschaft und ihren Menschen gehörten mit zu den Ausstellungsstücken der zwei Jahre nach seinem Tod im Jahr 1983 eröffneten Ausstellung der Kunstsammlung Cottbus: „Rudolf Graf, Gemälde – Grafik – Architekturbezogene Kunst“. Dem hierzu vorliegenden Katalog ist u. a. ein Werkverzeichnis beigefügt. Es beinhaltet 174 Werke der Malerei, 77 Aquarelle, 2 Pastelle, 203 Zeichnungen, 46 Druckgraphiken, 20 Gelegenheitsgraphiken (Glückwunschkarten, Einladungen) und 20 Objekte der architekturbezogenen Kunst.
Graf war seit 1965 mit Maria Roehl verheiratet. Aus der Ehe gingen drei Kinder hervor.

## Ehrungen (Auswahl)
- Kunstpreis der FDJ
- 1977: Carl-Blechen-Preis
- 1978: Verdienstmedaille der DDR
- 1979: Kunstpreis des FDGB

## Öffentliche Sammlungen mit Werken Grafs (unvollständig)

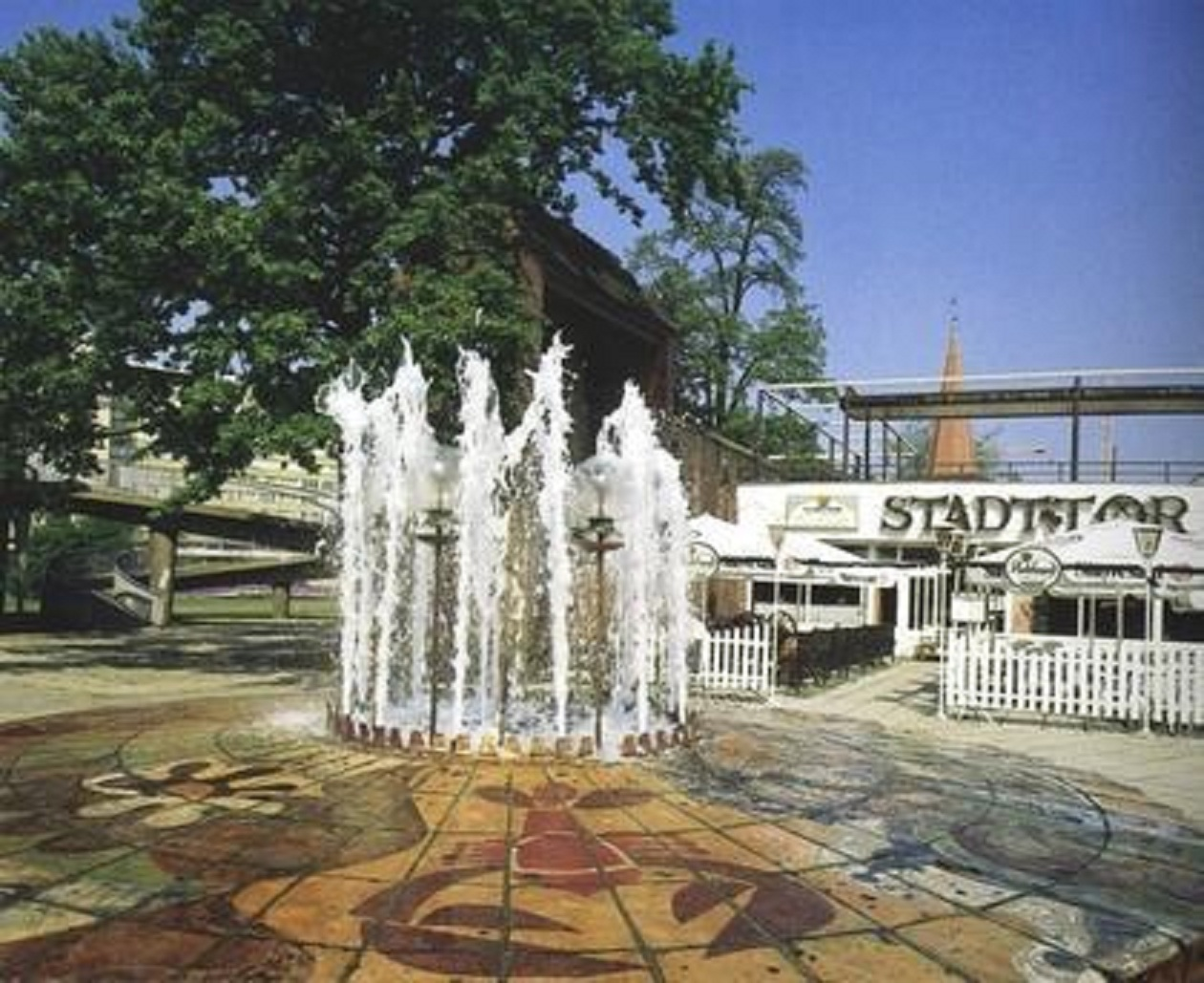
Grafs Cottbuser „Stadt-“ oder „Krebsbrunnen“

- Cottbus: Brandenburgisches Landesmuseum für moderne Kunst[4]
- Beeskow: Kunstarchiv Beeskow[5]

## Werkbeispiele
- Porträt des Eisenbahners Paul Klemmer (1964)[6]
- Herbststrauß (Öl, 1966)[7]
- Uta (Öl, 1970)[8]
- Sommerstillleben (Öl, 1971)[9]
- Ljubas Mutter (Aquarell, 1971)[10]
- Bei Ljuba und Sascha (Öl, 1976)[11]

- Im Hangar (1979, Öl, 140 × 170 cm)
- Ausgang (1981, Öl, 140 × 161 cm)

## Ausstellungen (unvollständig)

### Einzelausstellungen
- Carl Blechen Klub, Cottbus, 1965
- Städtische Kunstsammlung Görlitz, 1969
- Bezirksmuseum Cottbus, Schloss Branitz, 1969
- Kreiskulturhaus Eisenhüttenstadt, 1969
- Kleine Galerie Elsterwerda, 1981
- Kunstsammlung Cottbus, „Rudolf Graf, Gemälde – Grafik – Architekturbezogene Kunst“, 12. März bis 22. Mai 1983[12]
- Kleine Galerie Wilhelm Pieck-Stadt Guben, 1985
- Galerie Packschuppen, Glashütte, „Rudolf Graf 1936–1981, Malerei und Zeichnungen“, anlässlich des 80. Geburtstages des Künstlers vom 7. Februar bis 20. April 2016[13]

### Ausstellungsbeteiligungen
- 1964: Berlin, Nationalgalerie Berlin („Unser Zeitgenosse“)
- 1965: Dresden, Glockenspielpavillon („Cottbuser Künstler“)
- 1966 bis 1982: alle Bezirkskunstausstellungen Cottbus[12]
- 1967 Dresden, Albertinum, VI. Deutsche Kunstausstellung
- 1969: Frankfurt (Oder), Galerie Junge Kunst („Cottbuser Künstler“)

- 1971: Berlin, Altes Museum („Das Antlitz der Arbeiterklasse in der bildenden Kunst der DDR“)
- 1976: Karl-Marx-Stadt, Städtische Museen („Jugend und Jugendobjekte im Sozialismus“)
- 1976: Grosseto (Grafik Cottbuser Künstler)

- 1978: Targowischte (Internationale Pleinairausstellung)
- 1979: Berlin, Altes Museum („Jugend in der Kunst“)
- 1980: Rostock, Kunsthalle Rostock („Der Klasse verbunden - Kunstpreisträger des FDGB stellen aus“)
- 1981: Dresden, Ausstellungszentrum am Fučík-Platz („25 Jahre NVA“)
- 1982: Cottbus, Kunstsammlung Cottbus („Aspekte Cottbuser Kunst“)
- 1982/83 Dresden Albertinum IX.Kunstausstellung der DDR
- 1985: Erfurt, IGA („Künstler im Bündnis“)
- 1986: Cottbus, Staatliche Kunstsammlungen („Bekenntnis und Tat“)
- 1986: Cottbus, Staatliche Kunstsammlung („Soldaten des Volkes - dem Frieden verpflichtet. Kunstausstellung zum 30. Jahrestag der Nationalen Volksarmee.“)

- Galerie Hebecker Weimar, Rudolf Graf, Werner Haselhuhn, Gottfried Sommer im 85. Lebensjahr des Malers und Hochschullehrers Paul Michaelis, 26. Juni 1999